# Ko e Iki he Lagi
„Ko e Iki he Lagi” este imnul național al țării Niue. A fost adoptat în 1974, când Niue a devenit un stat autonom pe tărâmul Noii Zeelande.

## Istorie
În timpul istoriei Niue ca parte a teritoriului Noii Zeelande, imnul național al țării a fost  „God Defend New Zealand”. „Ko e Iki he Lagi” a fost creat înainte de anii 1970. Nu se știe cine l-a scris, dar se știe că a fost pregătit de Sioeli Fusikata. Când a fost scris, a devenit un cântec popular pe Niue, dar rareori a apărut oportunitatea ca oamenii să-l interpreteze în public. La Jocurile Pacificului de Sud din 1963, Niue a folosit „Ko e Iki he Lagi” ca imnul lor în loc de „God Defend New Zealand”, deoarece organizatorii au cerut ca melodiile folosite să fie reprezentative pentru națiunile participante la jocuri, în loc de imnuri naționale recunoscute. Cu toate acestea, Niue nu a reușit să câștige niciun eveniment, așa că „Ko e Iki he Lagi” nu a fost cântat la jocuri.
În 1974, în același an în care noua constituție a Niue a acordat țării statutul de liberă asociere cu Noua Zeelandă la adoptarea Legii constituționale din Niue din 1974 în Parlamentul Noii Zeelande, Niue a adoptat „Ko e Iki he Lagi” ca imn național. „God Save the King” a fost păstrat ca imn regal pentru atunci când monarhul este prezent în Niue.

## Versuri
| Textul original | Traducere în limba română |
| --- | --- |
| Ko e Iki he Lagi Kua fakaalofa mai Ki Niue nei, ki Niue nei Kua pule totonu E Patuiki toatu Kua pule okooko ki Niue nei Ki Niue nei, ki Niue nei Kua pule okooko ki Niue nei Kua pule ki Niue nei | Domnul din ceruri Care iubește Niue, Niue Care guvernează cu bunătate Cel Atotputernic Care domnește complet peste Niue Peste Niue, peste Niue Care domnește complet peste Niue Care domnește peste Niue |